# Gabriele Salvatores
Gabriele Salvatores (Napoli, 30 luglio 1950) è un regista e sceneggiatore italiano.
Il suo film Mediterraneo ha ricevuto l'Oscar al miglior film in lingua straniera nel 1992.
È uno dei fondatori, insieme a Maurizio Totti e Diego Abatantuono, della casa di produzione cinematografica Colorado Film e dei vari progetti associati dell'azienda, come ad esempio la casa editrice Colorado Noir, quest'ultima fondata nel 2004 insieme sia a Totti che Sandrone Dazieri.

## Biografia

### Formazione
Gabriele Salvatores nacque il 30 luglio 1950 a Napoli, nel rione Montesanto, da padre napoletano, di professione avvocato, e da madre fiorentina; all'età di sei anni si trasferì al seguito dei genitori e della sorella a Milano, dove crebbe. Diplomatosi presso il Liceo classico Cesare Beccaria, il suo primo approccio al mondo dello spettacolo non avvenne attraverso il cinema, bensì con il teatro: iniziò, infatti, la sua carriera artistica fondando nel capoluogo lombardo, assieme a Ferdinando Bruni, il Teatro dell'Elfo nel 1972, col quale diresse molti spettacoli, definibili d'avanguardia.
Proprio da uno di questi lavori, nel 1983, nacque il soggetto della sua prima regia cinematografica, Sogno di una notte d'estate: ispirato a Shakespeare, il film è un caleidoscopico ibrido di cinema, teatro, musica e danza dalle cadenze di fiaba.
Del suo periodo teatrale si ricordano, nel 1983, Nemico di classe di Nigel Williams, dramma del 1978 - tradotto e adattato dall'attore e regista Elio De Capitani - con protagonisti nomi allora sconosciuti e che in seguito diverranno attori di grande peso (Claudio Bisio, Paolo Rossi, Antonio Catania, oltreché lo stesso De Capitani), Comedians di Trevor Griffiths, nel 1985, commedia del 1975 tradotta ed adattata dallo stesso Salvatores assieme al duo di Gino e Michele ed in cui v'era anche Silvio Orlando (e da cui poi lo stesso regista trarrà due distinti film: Kamikazen - Ultima notte a Milano nel 1988 e l'omonimo Comedians nel 2021), e Chiamatemi Kowalski dello stesso Paolo Rossi, del 1987, spettacolo che consacrò l'attore triestino quale istrionico astro nascente del teatro italiano.
Abbandonò il teatro nel 1989, anno in cui passò definitivamente al mondo del cinema.

### Esordi e Oscar

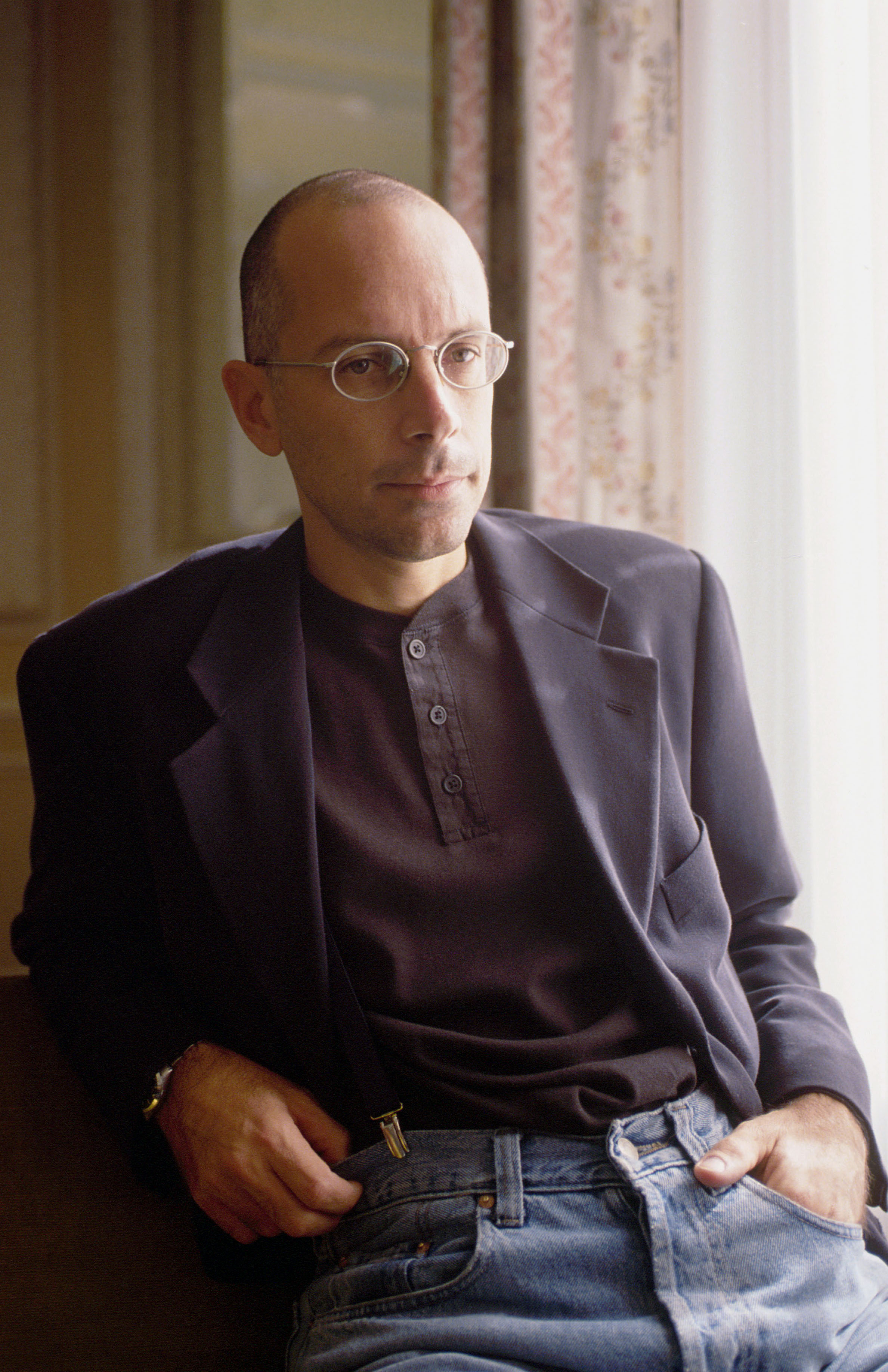
Gabriele Salvatores alla 52ª Mostra internazionale d'arte cinematografica di Venezia (1995)

I film Marrakech Express (1989) e il seguente Turné del 1990 sono stati girati con il suo gruppo di attori-amici tra i quali Diego Abatantuono (insieme al quale possiede e gestisce la società di produzione cinematografica "Colorado", e del quale ha sposato l'ex-moglie) e Fabrizio Bentivoglio (tra le attrici c'è Laura Morante). Nel 1990 riceve la candidatura agli European Film Awards nella categoria "Giovani" per Turné. Nel 1990 è anche regista degli unici due video musicali girati su canzoni di Fabrizio De André, per i brani La domenica delle salme e Mégu megún, incisi dal cantautore ligure nell'album Le nuvole, uscito nello stesso anno; nel video di Mégu megún appare anche il già citato Claudio Bisio.
Nel 1991 giunse la consacrazione internazionale con Mediterraneo, film di grandissimo successo, che gli valse l'Oscar al miglior film straniero. La pellicola si aggiudica anche altri premi tra cui il David di Donatello per il miglior film, il montaggio e il suono e un Nastro d'argento per la regia.
La sua cosiddetta "trilogia della fuga", composta dai tre film sopra citati, è idealmente proseguita nel 1992 da Puerto Escondido, film tratto dal romanzo omonimo di Pino Cacucci, su tematiche non dissimili dai precedenti, nel quale ad Abatantuono si affianca Bisio. L'anno seguente dirige Sud (1993), tentativo di denuncia della situazione politica e sociale dell'Italia dal punto di vista degli emarginati e dei disoccupati, in cui spicca l'interpretazione di Silvio Orlando.
Temi prevalenti delle sceneggiature sono la fuga da una realtà che non si comprende o non si vuole accettare e della quale è inutile un proprio tentativo di cambiamento, la nostalgia del gruppo e il viaggio, inteso come privo di una predefinita destinazione. Con Nirvana (1997) e le sue atmosfere cyberpunk, Salvatores segna l'inizio di un periodo di sperimentazione narrativa. La pellicola diventa oltre al maggiore successo commerciale del regista, il film italiano di fantascienza più premiato dal pubblico che varrà al regista, un premio Urania Argento alla carriera nel 2013.

### Anni 2000
Il periodo sperimentale del regista prosegue nei primi anni 2000 con le regie di Denti (2000) e Amnèsia (2002), entrambi con Sergio Rubini come interprete.
Nel 2003 dirige Io non ho paura, il cui soggetto è tratto dall'omonimo romanzo di Niccolò Ammaniti.
In Quo vadis, baby? (2005), tratto dall'omonimo romanzo di Grazia Verasani, Salvatores riprende la sua sperimentazione usando tecniche digitali per tutta la durata del film e dirigendo un noir sui generis con atmosfere dark e spazi al limite della claustrofobia. Il ruolo di protagonista è stato affidato all'attrice e musicista Angela Baraldi.
Dal film è stata tratta nel 2008 una miniserie di Quo vadis, baby? con la gran parte degli interpreti del film. Nello stesso anno il regista torna a dirigere un film, Come Dio comanda, tratto da un romanzo omonimo di Niccolò Ammaniti.

### Anni 2010

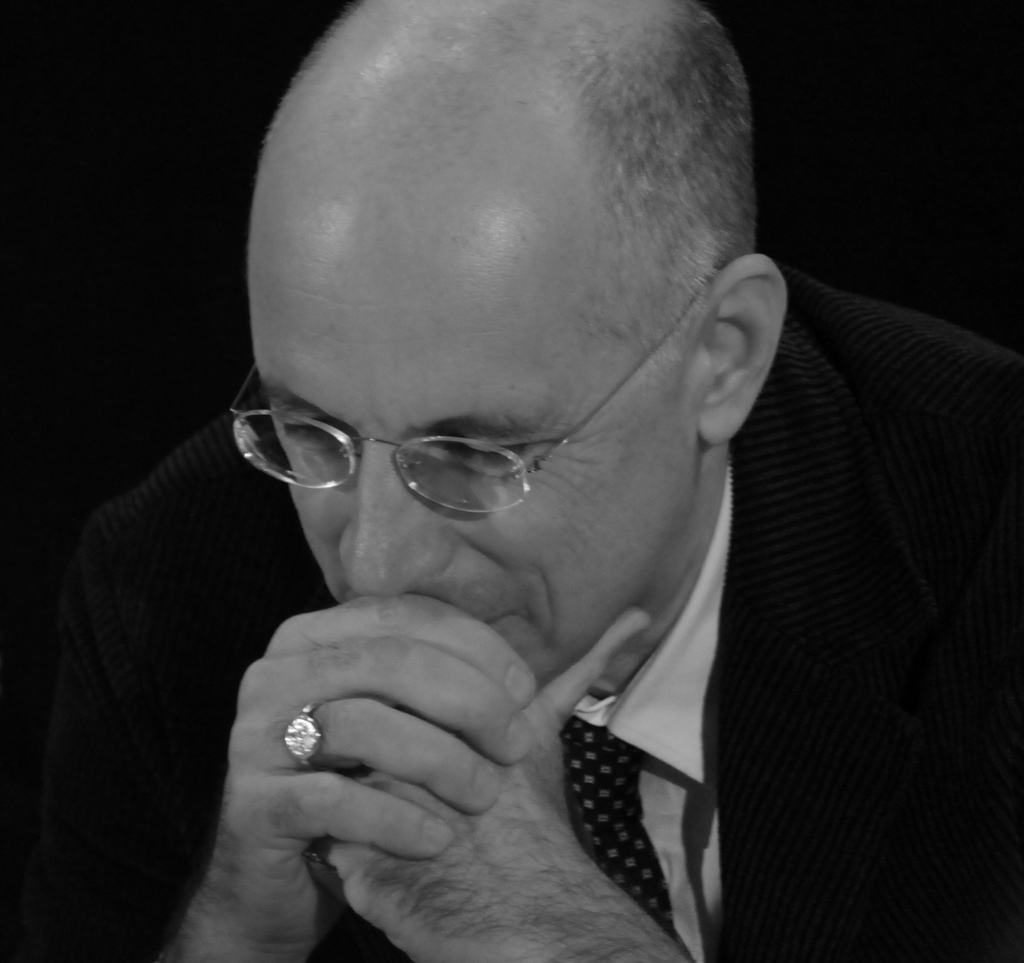
Salvatores alla presentazione del film Happy Family (2010)

Happy Family del 2010 è tratto da una commedia teatrale di Alessandro Genovesi. A settembre dello stesso anno Salvatores presenta fuori concorso al Festival del Cinema di Venezia il documentario 1960, interamente realizzato con i materiali delle teche Rai, che vince il World Awards 2011 della Federazione Internazionale Archivi Televisivi.
Nel 2013 cura la regia di Educazione Siberiana, tratto dall'omonimo romanzo autobiografico del 2009 di Nicolai Lilin.
Il regista nel 2014 realizza prima il documentario Italy in a Day, prodotto da Indiana Production Company, patrocinato da Rai Cinema e ispirato al lavoro di Ridley Scott su La vita in un giorno, poi il film Il ragazzo invisibile, che segna la sesta collaborazione del regista con Fabrizio Bentivoglio, nonché il ritorno di Salvatores al mondo della fantascienza. Con questo film il regista vince un European Film Award venendo scelto dalla giuria dei giovani della European Film Academy.
Nel 2016 è ospite del Torino Film Festival 2016.
Nel 2018 esce il suo nuovo film Il ragazzo invisibile - Seconda generazione, sequel del film del 2014.

## Vita privata
Salvatores è compagno della scenografa Rita Rabassini, sua collaboratrice, ex moglie di Diego Abatantuono.
È tifoso dell'Inter.
All'età di 30 anni gli è stata diagnosticata una malattia cronica, la policitemia.

## Filmografia

### Regista

#### Cinema
- Sogno di una notte d'estate (1983)
- Kamikazen - Ultima notte a Milano (1987)
- Marrakech Express (1989)
- Turné (1990)
- Mediterraneo (1991)
- Puerto Escondido (1992)
- Sud (1993)
- Nirvana (1997)
- Denti (2000)
- Amnèsia (2002)
- Io non ho paura (2003)
- Quo vadis, baby? (2005)
- Come Dio comanda (2008)
- Happy Family (2010)
- Educazione siberiana (2013)
- Il ragazzo invisibile (2014)
- Il ragazzo invisibile - Seconda generazione (2018)
- Tutto il mio folle amore (2019)
- Comedians (2021)
- Il ritorno di Casanova (2023)
- Napoli - New York (2024)

#### Documentari
- 1960 (2011)
- Italy in a Day - Un giorno da italiani (2014)
- Fuori era primavera (2020)

#### Videoclip
- La vita è adesso (1985), di Claudio Baglioni
- Mama (1986), di Grazia Di Michele
- Sha la la (1987), di Grazia Di Michele
- L'amore è un pericolo (1988), di Grazia Di Michele
- La domenica delle salme (1990), di Fabrizio De André
- Megu Megun[8] (1990), di Fabrizio De André
- L'agnello di Dio (1996), di Francesco De Gregori
- Il mio nome è mai più (1999), di JovaLigaPelù
- Impressioni di settembre (2005), della Premiata Forneria Marconi

#### Pubblicità
- Spot antipirateria (1994)
- Un solo sguardo - Just a glance (2011) - per Luxottica
- McDonald's Italia (2012)
- Wind (2014)
- Conad (2018)

#### Lirica
- La gazza ladra di Gioachino Rossini (2017)

### Sceneggiatore

#### Cinema
- Sogno di una notte d'estate (1983)
- Kamikazen - Ultima notte a Milano (1988)
- Turné (1990)
- Puerto Escondido (1992)
- Sud (1993)
- Nirvana (1997)
- Denti (2000)
- Amnèsia (2001)
- Quo vadis, baby? (2005)
- Come Dio comanda (2008)
- Happy Family (2010)
- Educazione siberiana (2013)
- Comedians (2021)
- Il ritorno di Casanova (2023)
- Napoli - New York (2024)

#### Televisione
- Quo vadiz? (1984)

## Riconoscimenti
- David di Donatello
  - 1991 - Miglior film per Mediterraneo
  - 1991 - Candidatura al miglior regista per Mediterraneo
  - 1997 - Candidatura al miglior film per Nirvana
  - 1997 - Candidatura al miglior regista per Nirvana
  - 1997 - Candidatura alla miglior sceneggiatura per Nirvana
  - 2004 - Candidatura al miglior film per Io non ho paura
  - 2004 - Premio David Giovani per Io non ho paura
  - 2013 - Candidatura al miglior film per Educazione siberiana
  - 2013 - Candidatura al miglior regista per Educazione siberiana
  - 2015 - Candidatura al Premio David Giovani per Il ragazzo invisibile
  - 2025 - Candidatura alla miglior sceneggiatura adattata per Napoli - New York
  - 2025 - Premio David Giovani per Napoli - New York

- Nastro d'argento
  - 1991 - Candidatura al miglior regista per Turné
  - 1992 - Miglior regista per Mediterraneo
  - 1994 - Candidatura al miglior soggetto per Sud
  - 2002 - Candidatura al miglior soggetto per Amnèsia
  - 2003 - Miglior regista per Io non ho paura
  - 2006 - Candidatura alla migliore sceneggiatura per Quo vadis, baby?
  - 2010 - Candidatura alla migliore commedia per Happy Family
  - 2010 - Candidatura alla migliore sceneggiatura per Happy Family
  - 2011 - Miglior documentario per 1960
  - 2018 - Nastro ArgentoVivo cinema&ragazzi per Il ragazzo invisibile - Seconda generazione
  - 2020 - Candidatura al miglior regista per Tutto il mio folle amore
  - 2021 - Candidatura al miglior documentario per Fuori era primavera
  - 2023 - Candidatura al miglior film per Il ritorno di Casanova
- Ciak d'oro
  - 2015 - Ciack d'oro Alice giovani per Il ragazzo invisibile
  - 2020 - Candidatura al miglior regista per Tutto il mio folle amore
  - 2021 - Candidatura al miglior regista per Comedians
- Globo d'oro
  - 1991 - Candidatura al miglior film per Mediterraneo
  - 2003 - Miglior regista per Io non ho paura